# Cardiorhinus antennalis
Cardiorhinus antennalis is een keversoort uit de familie kniptorren (Elateridae). De wetenschappelijke naam van de soort is voor het eerst geldig gepubliceerd in 1843 door Germar.